# 国際連合安全保障理事会決議1872
国際連合安全保障理事会決議1872（こくさいれんごうあんぜんほしょうりじかいけつぎ1872、英: United Nations Security Council Resolution 1872: UNSCR1872）は、2009年5月26日に国際連合安全保障理事会で採択されたソマリア情勢に関する決議。

## 概要
国連安保理決議1872は、ソマリア沖の海賊行為の防止に向け、2009年4月15日までに、現在アフリカ連合（AU）が展開するAMISOM(African Union Mission to Somalia: AUソマリア平和維持部隊)に置き換わる国連平和維持軍（PKO）を設置する意向を表明する内容の前回の安保理決議1863号（2009年1月採択）を強化したもの。安保理はこの決議で、AMISOMの任務2010年1月まで6ヵ月間延長することを決定し、PKO設置容認については本年9月と12月に国連事務総長報告を受けて決定するとして判断を先送りにした。本文では国連憲章第7章下の行動として、ソマリア国内における両勢力による戦闘の再発を非難、戦闘行為の停止を要請するとともに、AMISOM強化のため基金である国連AMISOM信託基金への加盟国の拠出が要請された。
同決議は全会一致で採択された。

## 解説
採択の同日に国連安保理が発表した報道資料によると、決議の内容は次の通り。
- ソマリア国内における戦闘の再発を非難し、戦闘行為の停止を要請
- 2009年4月23日にブリュッセルで開催されたソマリア治安機構及びAMISOM支援に関する国際会議[2]を歓迎
- ジブチ合意（停戦合意及び合同安全保障に関する協定、2008年11月25日締結）の履行を強く要請
- 加盟国、地域機関並びに国際機関に対し、国連AMISOM信託基金への拠出に加え、国連ソマリア治安機構信託基金への拠出も併せて要請
- 国連事務総長に対し、ソマリア暫定政府（TFG）による警察治安機構開発の努力を支援し、非合法の武器取引、武装解除・動員解除・社会復帰（DDR）などを網羅した国家治安計画の策定に取り組むことを要請
- 事務総長に対し、2009年2月10日付の事務総長報告パラ82-86までの項目を実施し、2009年9月30日と同12月31日の2回に渡り、その進捗いついて安保理に報告することを要請
- AMISOMによる治安維持任務を2010年1月31日まで6ヵ月延長することを承認